# Didier Pironi
Didier Joseph-Louis Pironi con l'aggiunta postuma di un Sr essendo nato postumo un figlio con il suo stesso nome (Villecresnes, 26 marzo 1952 – Isola di Wight, 23 agosto 1987) è stato un pilota automobilistico francese di origine italiana.
Considerato uno dei migliori piloti di Formula 1 della sua generazione, fu il favorito per la vittoria del titolo nel 1982, ma fu costretto al ritiro dall'automobilismo durante la stagione a causa di un grave incidente, subito durante le qualifiche del Gran Premio di Germania. Abbandonato il mondo delle quattro ruote, ma non quello del motorsport, si diede alla motonautica, morendo nel 1987 durante una gara di offshore.

## Carriera

### Gli esordi

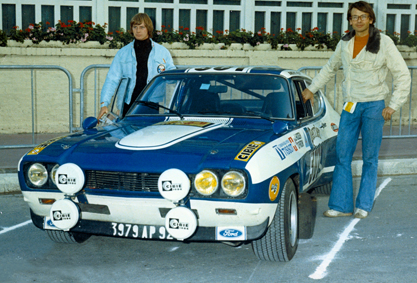
Didier Pironi e Jacques Hoden alla partenza del Tour de France del 1972, disputato con una Ford Capri.

Figlio di madre friulana, originaria di Villesse, in provincia di Gorizia, che aveva fatto fortuna in Francia, era fratellastro minore e cugino del pilota José Dolhem: stesso padre e madri diverse, ma sorelle.
Fino a 15 anni praticò nuoto, tanto da diventare campione parigino juniores, poi la carriera automobilistica di José, che nel 1974 arriverà anche in F1, e la possibilità di conoscere campioni emergenti come Patrick Depailler e Jean-Pierre Jarier, spostarono il suo interesse sui motori, prima le moto e poi, su pressione della madre preoccupata per il rischio, sulle quattro ruote, ove si cimentò inizialmente nei rally.
Sebbene l'agiatezza famigliare gli garantisse solide credenziali per portare avanti la propria carriera, Didier non volle bruciare le tappe e iniziò dai campionati monomarca, che in quegli anni formano una intera leva di futuri campioni francesi. Nel 1972 vinse, al primo tentativo, il Volante Elf. L'anno successivo corse in Formula Renault, dove si scontrò con piloti come René Arnoux e Patrick Tambay, concludendo il campionato al sesto posto. L'anno successivo il campionato non gli sfuggì: Pironi oltre che pilota, faceva da team-manager di se stesso, gestendo in prima persona il budget che la Renault assegnava a ogni pilota. Nel 1975 la Formula Renault divenne una serie europea.
Ancora René Arnoux lo precedette, vincendo il campionato. Nel 1976 conquistò il campionato con sette vittorie su quindici gare, guadagnandosi così un posto in Formula 2 per il 1977.

### La Formula 3

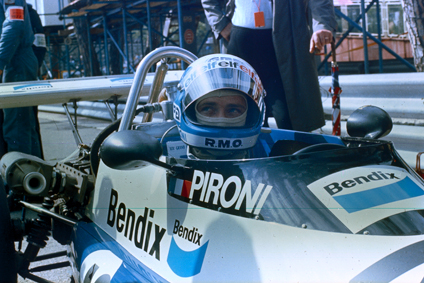
Pironi in occasione del vittorioso Gran Premio di Monaco di Formula 3.

Nel 1977 si aggiudicò il prestigioso Gran Premio di Monaco di Formula 3 con la Martini dell'Ecurie Elf.

### La Formula 2
Nel 1977 in F2 corse per la Ecurie Renault Elf, che disponeva di una vettura Martini, spinta da un motore Renault. Il suo compagno di scuderia era René Arnoux. Ottenne i primi punti nel'ADAC-Eiffelrennen, corso sulla Nordschleife del Nürburgring, giungendo terzo. Secondo nelle successive gare di Vallelunga e Pau, ottenne ancora il terzo posto a Rouen. Dopo altri arrivi nei punti colse all'Estoril la sua unica pole e la sua unica vittoria stagionale, seguita da un altro terzo posto nell'ultima gara della stagione a Donington Park. Chiuse nella classifica piloti al terzo posto con 38, dietro a Arnoux, che vinse il campionato, ed Eddie Cheever.
In stagione partecipò all'ultima prova del Campionato giapponese di F2000, ritirandosi a bordo di una March del team Kojima.

### La Formula 1

#### La Tyrrell (1978-1979)
Ken Tyrrell gli offrì un volante per il 1978, a fianco del suo vecchio amico Patrick Depailler. Pironi esordì in Formula 1 al Gran Premio d'Argentina 1978, ove giunse quattordicesimo a un giro dal vincitore Mario Andretti.
Già nella seconda gara, il Gran Premio del Brasile, ottenne i suoi primi punti iridati, giungendo sesto, posizione bissata anche nel successivo GP del Sudafrica.

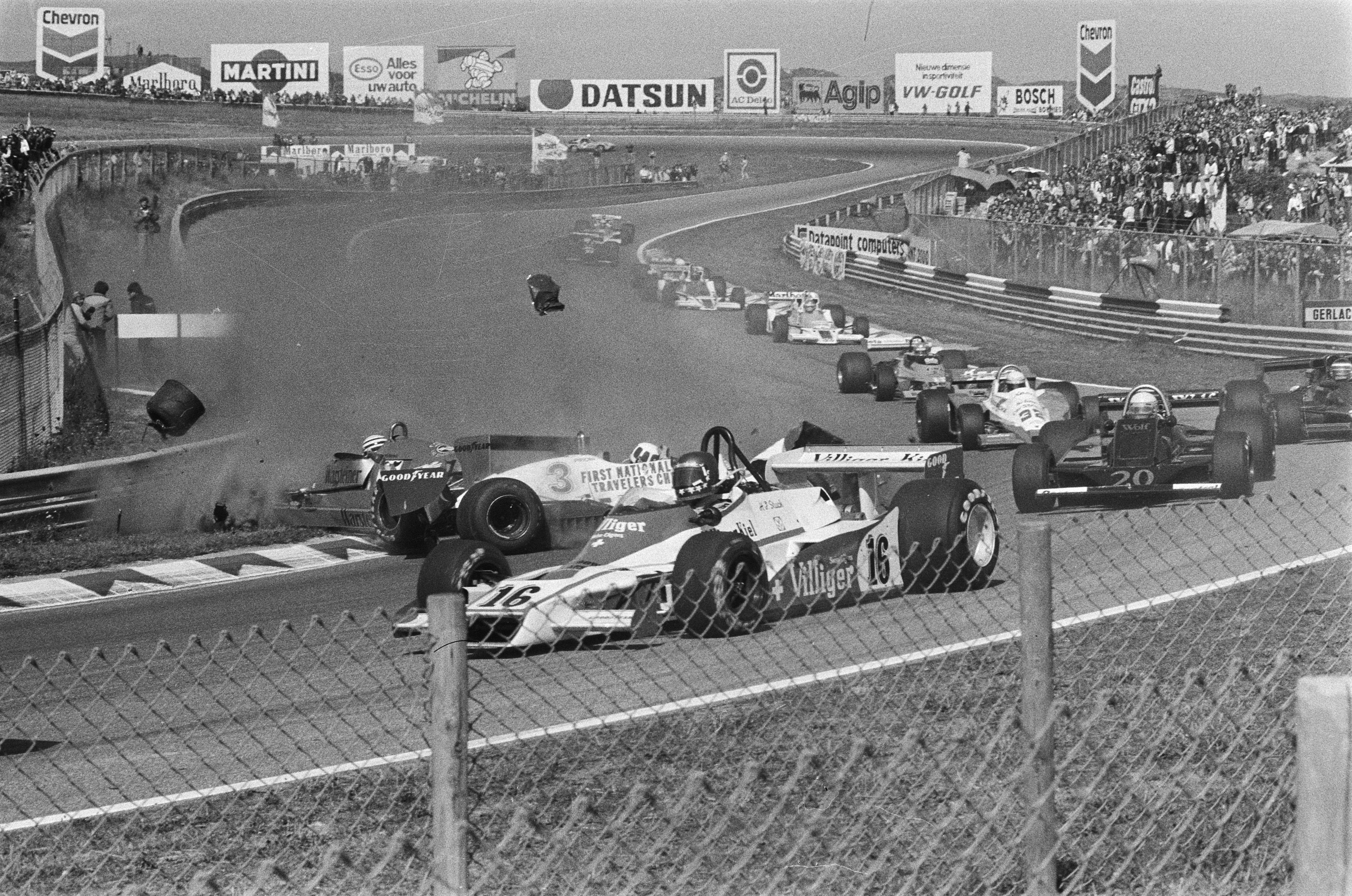
Collisione tra Patrese e Pironi al Gran Premio d'Olanda del 1978.

La stagione proseguì col quinto posto a Monaco e un altro sesto posto in Belgio. Dopo alcune gare sfortunate tornò in zona punti nel Gp di Germania (quinto). Nel corso del Gran Premio di Monza rimase coinvolto in un grosso incidente, che toccò dieci piloti, che si era verificato alla partenza e che portò, il giorno successivo, al decesso di Ronnie Peterson. Chiuse il campionato mondiale con 7 punti e il quindicesimo posto nella classifica piloti.
Nel frattempo, nel 1978, vinse la 24 ore di Le Mans con Jean-Pierre Jaussaud alla guida della Renault Alpine A442B.
Nel 1979 venne confermato alla scuderia britannica, ove venne affiancato non più da Patrick Depailler ma dall'altro francese Jean-Pierre Jarier. Nel Gran Premio del Brasile chiuse quarto, anche se la partenza a spinta, per il giro di ricognizione, della Lotus di Carlos Reutemann, giunto terzo, produsse un reclamo da parte della Copersucar-Fittipaldi e della Ferrari, che chiesero la penalizzazione di un minuto sul tempo finale. Il regolamento, infatti, prevedeva che la vettura fosse costretta a ripartire dal fondo della griglia. In quanto tale punizione non era stata comminata dai commissari di gara, i commissari sportivi decisero di non applicare nessuna penalità all'argentino. Nel corso delle qualifiche del GP di Kyalami fu protagonista di un incidente: la sua Tyrrell perse la ruota posteriore destra, andando poi a sbattere contro le barriere. Il pilota, colpito da un paletto di sostegno delle reti di protezione, rimase sotto choc ma poté prendere parte al gran premio.
In Spagna conquistò ancora un sesto posto, mentre nel seguente Gran Premio del Belgio giunse terzo, conquistando il primo podio iridato in F1. Pironi, terzo fino al 53º giro, venne passato da Villeneuve, che però rimase senza carburante negli ultimi metri, consentendo così a Pironi di entrare a podio. A Monaco la sua condotta molto vigorosa fu criticata dai colleghi. Pironi, nel tentativo di passare Laffite, lo strinse contro il guardrail. Le gomme della Ligier ne vennero danneggiate, tanto che Laffite fu costretto a una sosta ai box. Quattro giri dopo Pironi mise sotto pressione anche Patrick Depailler, costringendolo a un testacoda, che lo fece piombare nelle retrovie. Al giro 22 il francese della Tyrrell si trovò in battaglia, per la terza posizione, con Niki Lauda e Alan Jones. Nella discesa del Mirabeau la sua vettura toccò quella dell'austriaco: la Tyrrell s'impennò sopra la Brabham, distruggendone la parte posteriore, e finendo contro il guardrail, a sua volta. Per queste manovre il pilota della Tyrrell fu criticato dai colleghi a fine gara.
In Olanda Pironi fu autore di una bella partenza che lo portò in quarta posizione dalla decima piazzola di partenza. Dopo il ritiro di Gilles Villeneuve scalò terzo ma al giro 52 si ritirò per la rottura di una sospensione. Nel Gp del Canada partì sesto ma perse presto due posizioni. Grazie ad alcuni ritiri giunse comunque quinto. Ottenne poi un terzo posto anche nell'ultima gara dell'anno, il GP degli USA-Est. Chiuse il mondiale con 14 punti e il decimo posto nella classifica iridata.

#### La Ligier (1980)
Per la stagione 1980 venne ingaggiato dalla scuderia francese Ligier, per far coppia con Jacques Laffite.
Nella seconda gara stagionale, in Brasile, dopo essere partito in prima fila, retrocedette nelle retrovie per un problema tecnico ma fu autore di una rimonta che lo portò in quarta posizione. In Sudafrica ottenne il primo podio con la Ligier, dopo una lotta con Nelson Piquet.

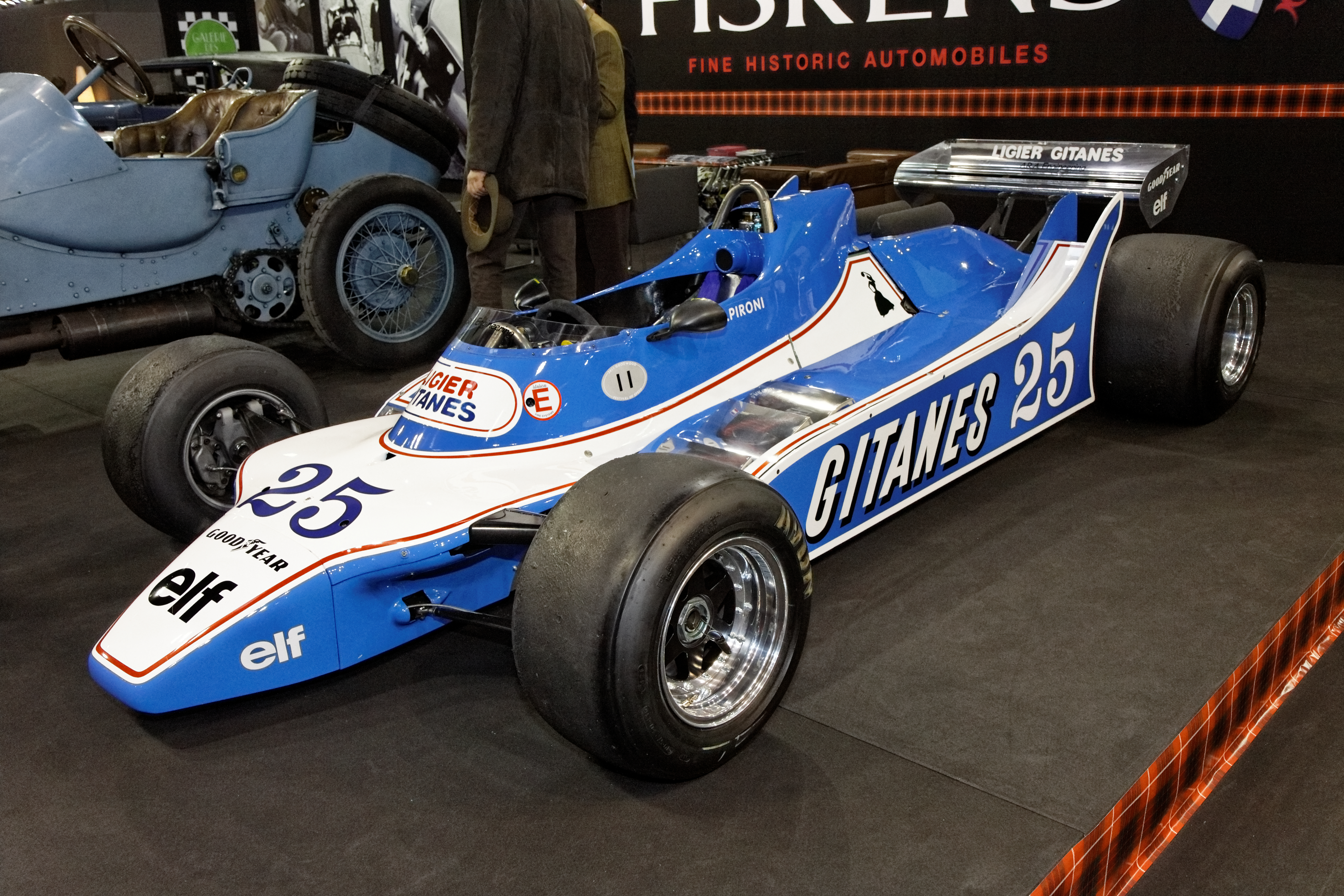
La Ligier JS11/15 utilizzata da Didier Pironi nel 1980.

Partito in prima fila anche nella gara del Belgio, scattò subito in testa e ottenne così la prima vittoria in una gara di F1. Divenne così il 67º pilota a vincere una gara del mondiale. Nella gara seguente, a Montecarlo, conquistò la prima pole. Pironi fu il cinquantottesimo pilota a riuscire nell'impresa in una gara iridata. Pironi comandava la gara quando, al 55º giro, mentre affrontava la curva del Casinò non riuscì a mettere una marcia, scivolò contro il guardrail e ruppe una sospensione, dovendosì così ritirare.
Nella gara di casa, al Paul Ricard conquistò il secondo posto, dopo una bella lotta nel primo giro con René Arnoux. A Silverstone ottenne la seconda pole della stagione, conducendo la gara per la prima parte ma poi, al giro 18, rallentò vistosamente per una foratura alla gomma anteriore sinistra, dovuta alla rottura del cerchione. Giunto ai box, molto lentamente, ne riuscì ultimo. Ripartito ottenne comunque il suo primo giro veloce della carriera in F1.
Nella parte finale della stagione fu spesso penalizzato da ritiri per guasti tecnici o incidenti. Tornò in seconda fila nel GP del Canada: alla seconda partenza si portò subito in testa ma venne penalizzato di un minuto, vinse, ma venne classificato terzo, dietro ai due della Williams Alan Jones e Carlos Reutemann. Ottenne, infine, ancora un terzo posto, nel Gp del Glen. Nel mondiale piloti si classificò quinto, con 32 punti all'attivo.

#### La Ferrari (1981-1982)

##### La prima stagione

Didier Pironi con Enzo Ferrari a Maranello nel 1980.

Pur se confermato dalla Ligier anche per l'anno seguente all'indomani del Gran Premio d'Italia 1980 la Ferrari annunciò che Didier Pironi avrebbe affiancato Gilles Villeneuve nella stagione 1981. Enzo Ferrari svelò di aver concluso l'accordo già a marzo 1980 e ammise di essere stato entusiasmato dal pilota francese.
Il primo anno a Maranello fu molto difficile, in quanto la Ferrari stava infatti adottando per la prima volta nella sua storia un motore turbo; il rodaggio fu lento e laborioso e durante la stagione saranno numerosi i ritiri per rottura del turbo. Inoltre Pironi dovette rapportarsi con Gilles Villeneuve, vero idolo dei tifosi ferraristi che, malgrado tutte le difficoltà del periodo, riuscì a cogliere due importanti vittorie. I due comunque (entrambi di madrelingua francese) diventarono amici.

Didier Pironi, a destra, con Gilles Villeneuve a Imola nel 1981.

Nelle prime tre gare Pironi collezionò tre ritiri, anche se nel Gran Premio di Long Beach fu fermato da un guasto all'alimentazione mentre lottava per i punti. Nel Gran Premio di Imola Pironi si pose al comando della gara, dopo che Gilles Villeneuve si era fermato a cambiare gli pneumatici. La vettura del francese scontava però un problema tecnico: la bandella destra della monoposto si stava staccando e non garantiva più l'effetto suolo. Ciò consentì a Nelson Piquet e a Riccardo Patrese di avvicinarsi al francese. Piquet tentò per più giri di passare il ferrarista finché, al giro 47, lo affiancò alla Variante Alta e si portò al comando. Due giri dopo Pironi dovette cedere anche a Patrese. Il francese giunse comunque quinto.
Al seguente Gran Premio del Belgio Pironi partì in seconda fila. Un comitato di meccanici, però, decise di effettuare un breve blocco della corsa, prima del via, al fine di sensibilizzare il pubblico sulla scarsa sicurezza del loro ambiente di lavoro, a seguito dell'incidente che aveva coinvolto, al venerdì, un loro collega dell'Osella. I piloti decisero di sostenere la protesta dei meccanici, scendendo dalle loro vetture e posizionandosi sulla linea di partenza, assieme agli stessi meccanici. Dopo circa cinque minuti i piloti iniziarono ad abbandonare il presidio per rientrare sulle monoposto, viste anche le minacce di squalifica giunte dalla FISA e le pressioni di molti team manager.
Ciò però portò a una situazione di confusione, con molti piloti che iniziarono il loro giro di formazione mentre altri erano ancora attardati. Questo ritardo nella partenza portò a dei problemi di surriscaldamento per alcune vetture: Riccardo Patrese, dell'Arrows, fu costretto a spegnere il motore. Il capo dei meccanici dell'Arrows entrò sulla griglia di partenza per riaccendere il motore della vettura, proprio nel momento in cui veniva dato il semaforo verde della partenza. La vettura di Patrese venne evitata da molte monoposto provenienti dalle file successive, ma non dall'altra Arrows di Siegfried Stohr, che colpì alle gambe Luckett. La gara però non venne fermata se non dopo due giri quando Didier Pironi, che era secondo, giunto sulla linea di partenza, ove era rimasta l'Arrows di Stohr, rallentò vistosamente, (mentre Piquet in testa proseguiva solitario) fermando tutto il gruppo di piloti, e costringendo la direzione di corsa a esporre la bandiera rossa. Pironi rimase nelle posizioni di testa fino a quando dei problemi ai freni lo costrinsero a un'uscita di pista, facendolo chiudere ottavo.
Nel GP di Monaco, pur partendo diciassettesimo, riuscì a giungere al quarto posto, sfruttando i ritiri di molti avversari. Il Gran Premio di Francia lo portò nuovamente in zona punti, quinto: la gara, interrotta per pioggia, vide la classifica stilata per somma di tempi. Pironi fu particolarmente competitivo alla seconda partenza.
Nel Gran Premio di Gran Bretagna il francese conquistò ancora una volta la seconda fila. Pironi, al via, si installò la seconda posizione ma, dei problemi al turbo, ne limitarono la competitività, costringendolo poi al ritiro. Anche nel successivo Gran Premio di Germania una buona partenza venne vanificata da un guasto tecnico. Dopo un paio di gare incolore, Pironi rientrò in zona punti a Monza, dove fu ancora quinto. Nell'ultima gara della stagione, il Gran Premio di Las Vegas, Pironi, pur giunto nono, ottenne il giro più veloce.
Il francese chiuse così la sua prima stagione in Ferrari con 9 punti e il tredicesimo posto nella classifica piloti.
Nel settembre del 1981, nel frattempo, il campione del mondo in carica, l'australiano Alan Jones, annunciò la sua intenzione di ritirarsi dalle corse a fine stagione 1981. Al suo posto, alla Williams, si prospettò l'arrivo proprio di Didier Pironi, che però era legato da un contratto con la scuderia italiana per tutto il 1982.

##### Pironi a capo della PRDA
Il 1982 si aprì con le polemiche relative al rapporto tra piloti e scuderie, che rischiò di far saltare il Gran Premio del Sudafrica, prima gara stagionale. Dopo che i piloti avevano abbandonato il circuito, al giovedì prima della gara, solo Pironi e Jochen Mass, in qualità di portavoce dei piloti, restarono a trattare col presidente della FISA Jean-Marie Balestre.
Dopo una giornata infruttuosa, al venerdì mattina, Pironi tornò a trattare con Balestre e raggiunse un accordo (annunciato verso le 10:15) per correre il gran premio, rinviando ulteriormente la questione della superlicenza. Alle 11 i piloti si recarono in autodromo e le prove poterono infine cominciare, concentrandosi tutte al venerdì. Balestre ringraziò per la mediazione il direttore sportivo dell'Alfa Romeo Pierluigi Corbari, mentre Pironi sottolineò il ruolo di Niki Lauda, quale guida dei piloti. In gara il francese, costantemente nelle posizioni di testa, chiuse solo diciottesimo per una perdita di potenza della sua vettura, che lo costrinse anche a una sosta ai box.
A seguito delle polemiche sorte prima della gara i piloti decisero la creazione della Professional Racing Drivers' Association, in sostituzione della GPDA, con a capo proprio Didier Pironi.

##### Il caso al Gran Premio di San Marino
Pironi ottenne il sesto posto nel Gran Premio del Brasile, grazie alle squalifiche di Nelson Piquet e Keke Rosberg, che avevano affrontato la gara con vetture che non rispettavano il peso minimo stabilito dal regolamento.
Al Gran Premio di Imola Pironi partì in seconda fila, favorito dal boicottaggio della gara da parte della maggior parte delle vetture britanniche. Alla partenza i primi quattro piloti (due Renault e due Ferrari) mantennero le loro posizioni, con René Arnoux che precedeva Alain Prost e le due Ferrari. Le due vetture italiane però, già nel corso del primo giro, alla Piratella, passarono Prost.
Il vantaggio di Arnoux, sulle due Ferrari, si riduceva con Villeneuve che tentò, senza successo di passare il francese. Al ventiduesimo passaggio Pironi passò Villeneuve, per esserne poi ripassato al giro 26.
Al giro 27 Villeneuve ebbe la meglio su Arnoux, con un sorpasso alla Rivazza; quattro giri dopo però, al Tamburello, il pilota della Renault riprese il comando della gara; ne approfittò anche Pironi, che passò nuovamente il suo compagno di scuderia, per il secondo posto. Il canadese, però, già alla Piratella, recuperò la piazza d'onore.

Gilles Villeneuve (col 27) e Pironi (numero 28) dettero vita a un lungo duello nel corso del Gran Premio di San Marino 1982.

Nei giri successivi continuò la lotta tra i primi tre: al giro 35 Pironi passò ancora Villeneuve, col canadese che si riportò secondo al giro 41. Al quarantacinquesimo passaggio René Arnoux fu costretto ad abbandonare la gara, con il motore fumante. Ora la classifica vedeva, con ampio margine, al comando le due Ferrari, seguite da Michele Alboreto, Jean-Pierre Jarier, Eliseo Salazar e Manfred Winkelhock.
Un giro dopo, approfittando di un errore di Gilles Villeneuve, Pironi prese il comando della gara. La lotta fra i due proseguì, così che al giro 49 il canadese, con un'azione alla Tosa, ritornò a condurre. Dai box della scuderia italiana venne esposto il cartello "SLOW", che di fatto imponeva ai piloti di preservare le vetture. Pironi però, al giro 52, superò ancora Villeneuve, che, a sua volta, cercò di insidiare ancora il francese, fino all'arrivo. A un giro dal termine, sempre alla Tosa, Gilles Villeneuve riprese a condurre, ma all'ultimo giro, Pironi, giunto al Tamburello, si portò all'esterno di Villeneuve, per passarlo nella curva seguente.
Didier Pironi vinse così per la prima volta con la Ferrari (ottenendo anche il giro più veloce), la seconda in carriera nel mondiale di F1. Terzo giunse Michele Alboreto, al suo primo podio iridato.
Gilles Villeneuve dopo il giro d'onore, si diresse al motorhome della Scuderia Ferrari e apostrofò violentemente, a detta di molti presenti, il direttore sportivo Marco Piccinini (il canadese esclamò: "E ora cercatevi un altro pilota!") che invece non trovò nulla di insolito o di scandaloso nella vittoria di Pironi.
Villeneuve quindi salì controvoglia sul podio, solo per non fare un torto alle autorità sammarinesi e ritirare il piatto destinato al secondo classificato, ma mostrando una grande contrarietà. Nel dopogara il canadese ebbe un turbolento colloquio con Pironi, durante il quale lo accusò di avergli rubato la vittoria e di essere un falso amico, giurandogli che mai gli avrebbe più rivolto la parola.
Villeneuve commentò con la stampa:

Pironi fresteggia sul podio del Gran Premio di San Marino 1982; in secondo piano, uno sconsolato Villeneuve: il canadese criticò duramente il compagno di squadra per l'atteggiamento tenuto in gara.

Pironi ribatté che lui non era una seconda guida e che il suo comportamento era stato corretto, visti anche i problemi che la vettura di Villeneuve presentava. Il francese era anche sicuro che presto i rapporti col canadese si sarebbero tranquillizzati. Enzo Ferrari, un paio di giorni dopo la gara, con un comunicato, stigmatizzò il comportamento di Pironi, ed espresse la sua comprensione per lo sfogo di Gilles Villeneuve.

##### Le morti di Villeneuve e Paletti
Nel gran premio successivo, quello del Belgio, durante le qualifiche, Gilles Villeneuve, all'altezza della curva Terlamenbocht, si trovò davanti il tedesco Jochen Mass della March: Villeneuve tentò di passarlo all'esterno ma la sua Ferrari urtò la ruota posteriore di Mass e decollò, atterrando prima col musetto sull'erba e poi iniziando a roteare: l'avantreno della monoposto si disintegrò e Villeneuve venne sbalzato fuori dell'abitacolo, ricadendo a terra diversi metri dopo.
I soccorsi furono immediati, tanto che si tentò di rianimare il pilota sul posto ma senza esito e venne trasferito all'ospedale Saint Raphael di Lovanio. Alle 21:00 la moglie Johanna acconsentì a staccare la macchina che teneva in vita il marito. La morte di Gilles Villeneuve sopraggiunse alle ore 21:12. La Ferrari lasciò a Pironi la scelta di partecipare o meno alla gara, ma il francese decise di ritirarsi.
Malgrado il dolore e lo choc causato dalla tragica scomparsa del campione canadese (con una parte dell'opinione pubblica che ricollegando l'incidente mortale di Villeneuve coi fatti di Imola incolpava Didier di qualche responsabilità morale nella tragedia del Circuito di Zolder), il campionato procedette molto bene con Pironi che ottenne numerosi piazzamenti in zona punti e si ritrovò in testa al mondiale. A Montecarlo venne classificato secondo, dopo essersi fermato, con la batteria scarica, a un giro dal termine, quando era da poco passato a condurre. A Detroit chiuse terzo, dopo una gara combattuta.
In Canada, Pironi ottenne la prima pole position in Ferrari, ma rimase coinvolto in un tragico incidente. La sua vettura restò ferma sulla griglia di partenza; il pilota francese alzò il braccio per segnalare il problema agli altri conduttori: quasi tutti i piloti riuscirono ad evitare la vettura, che però venne leggermente urtata da Roberto Guerrero, poi da Raul Boesel che si girò: Eliseo Salazar urtò Geoff Lees, mentre dietro Riccardo Paletti tamponò in pieno la Ferrari.
Paletti perse subito conoscenza rimanendo intrappolato nell'auto; Pironi uscì immediatamente dalla propria vettura per aiutare il collega, insieme ai commissari di gara ma, pochi secondi dopo, la benzina che era fuoriuscita dal serbatoio dell'Osella, prese fuoco e la monoposto fu completamente avvolta dalle fiamme. L'incendio fu rapidamente domato ma il pilota, pur non ustionato, non dava segni di vita; estratto dalla sua macchina dopo oltre venti minuti, venne portato in ospedale Royal Victoria, ove morì poco dopo il ricovero. Fu data poi una nuova partenza, ma essendo la monoposto praticamente distrutta, Pironi fu costretto a partire con la vettura di riserva (il "muletto"), che non era opportunamente messa a punto, e non poté quindi competere con gli altri per la vittoria.

##### La corsa verso il titolo

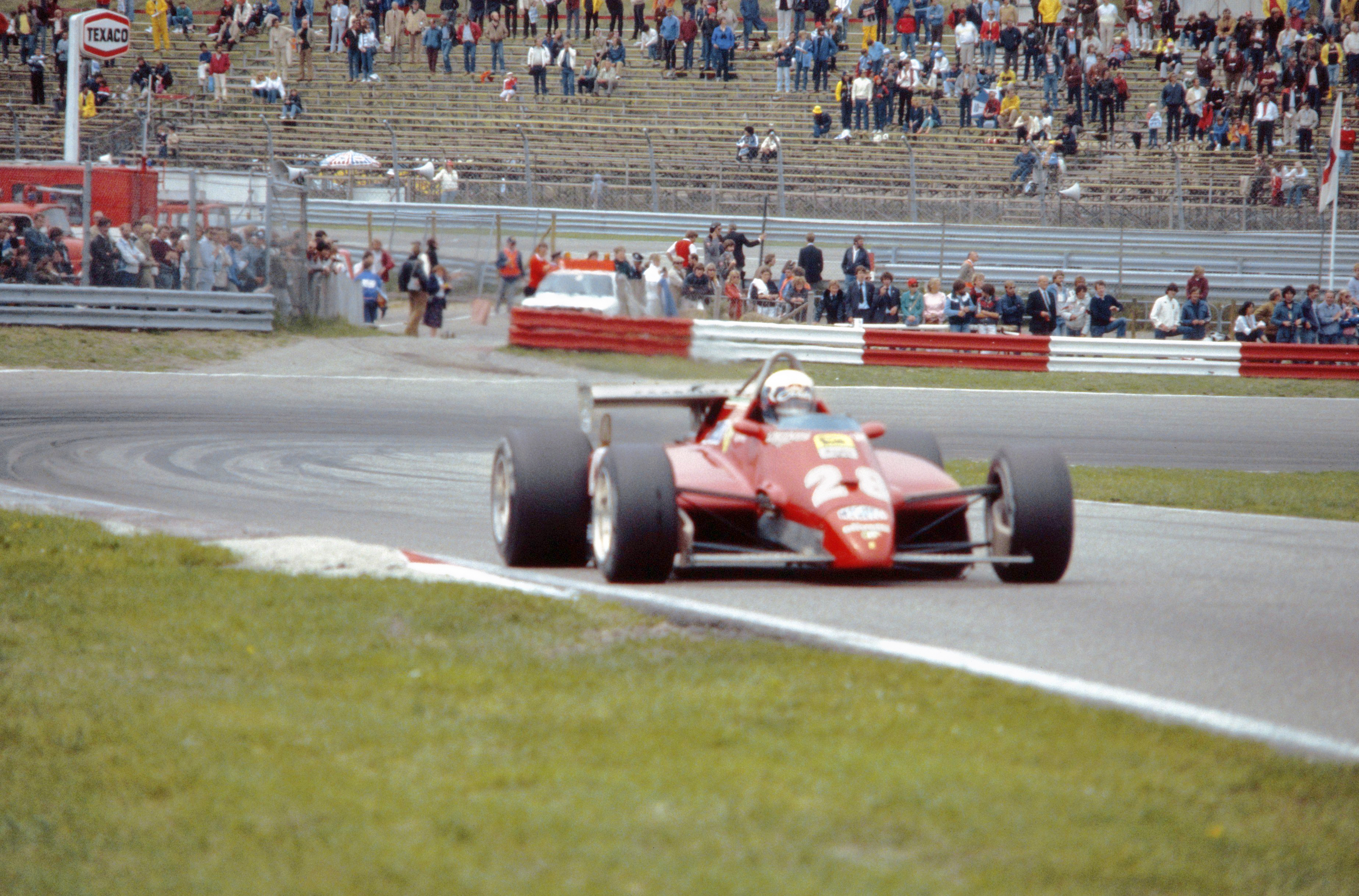
Pironi impegnato nel vittorioso Gran Premio d'Olanda.

Si proseguì con il Gran Premio d'Olanda dove Pironi conquistò la seconda vittoria stagionale, in pratica dominando l'intera gara e prese il largo in classifica mondiale.
Pironi conquistò il secondo posto, dietro Niki Lauda, nel Gran Premio di Gran Bretagna, e ancora un terzo nel Gran Premio di Francia, ove terminò alle spalle alle due Renault e davanti a Patrick Tambay, in una gara con quattro piloti francesi nei primi quattro posti. Pironi si trovò a condurre la classifica del mondiale con 9 punti di vantaggio su John Watson.

##### L'incidente in Germania
La corsa al titolo mondiale si interruppe bruscamente in occasione delle prove del Gran Premio di Germania, la mattina di sabato 7 agosto. Pironi, che si era già assicurato la pole position nella sessione di venerdì decise di effettuare qualche giro di prova sull'asfalto bagnato. Mentre percorreva il lungo rettilineo prima del Motodrom alle spalle della Williams di Derek Daly, egli vide improvvisamente quest'ultimo scostarsi verso il bordo della pista. Ritenendo che il pilota irlandese volesse dargli strada, Pironi non si spostò dalla propria traiettoria e anzi accelerò; in realtà Daly si stava apprestando a sorpassare la Renault di Alain Prost, che procedeva ad andatura ridottissima, invisibile agli occhi di Pironi a causa della nuvola d'acqua sollevata dalla Williams. Accortosi troppo tardi dell'errore, il francese non poté evitare l'impatto, che a causa della grande differenza di velocità tra la sua Ferrari e la monoposto di Prost fu violentissimo: l'auto di Pironi decollò e ricadde di muso al suolo (in una dinamica analoga all'incidente costato la vita a Villeneuve), distruggendo completamente l'avantreno.
Sul posto accorsero soccorritori e piloti, che si ritrovarono dinnanzi al pilota cosciente, ma imprigionato nel relitto e urlante per il dolore. Molti di costoro rimasero profondamente scossi dalla crudezza di tale scena; Nelson Piquet ebbe anche problemi di stomaco.
Proprio il pilota brasiliano descriverà quei momenti al giornale Autosprint con queste parole:
Tratto in ospedale e affidato successivamente alle cure dell'équipe medica guidata dal professor Letournel, luminare francese della chirurgia ortopedica, Pironi venne salvato e riuscì ad evitare l'amputazione degli arti; l'incidente significò tuttavia la fine della carriera motoristica. Nonostante ciò risulterà comunque secondo classificato nella classifica del mondiale di Formula 1 1982.

## Riabilitazione e passaggio alla motonautica
La guarigione è lenta e dolorosa (una trentina le operazioni subite alle gambe) e nel 1986 prova una AGS di F1 durante dei test privati e quindi una Ligier, per vedere se c'è qualche possibilità per un suo ritorno, ma il responso è negativo. Didier è sempre veloce e, nonostante i quattro anni di stop, riesce a staccare buoni tempi (con la Ligier a soli 2 decimi dal tempo fatto segnare da René Arnoux) ma solo per tre o quattro giri. Il massivo rimaneggiamento chirurgico di gambe e piedi, pur salvandoglieli e dando loro un'accettabile funzionalità, non gli permette di sostenere sforzi prolungati per più di una decina di minuti, rendendo improponibile un impegno agonistico. Didier aveva sempre detto che mai avrebbe accettato di tornare in F1 solo per fare una "figurazione", per di più la sua compagnia di assicurazione lo aveva risarcito con una ingentissima somma, proprio sulla base del fatto che le sue gravissime lesioni non gli avrebbero più permesso di fare il pilota di F1. Tornare alle gare avrebbe così significato dover restituire tutto il denaro. Decide quindi di buttarsi in un altro sport motoristico ad alte velocità: la motonautica, passione che condivideva con Gilles Villeneuve. Il nuovo amore sportivo è breve e intenso; riesce anche a vincere delle gare ma il 23 agosto 1987 trova la morte, insieme agli altri due componenti del suo equipaggio (Bernard Giroux e Jean-Claude Guenard), in un ennesimo tragico incidente durante la gara Needles Trophy Race al largo delle coste dell'isola di Wight. La barca del francese, la Colibrì 4, nel tentativo di guadagnare terreno sul capofila della gara, si ribalta alla velocità di 90 nodi (circa 170 km/h) tra le onde di scia della petroliera Esso Avon, non lasciando scampo agli occupanti. Finisce così la sua tormentata esistenza a soli 35 anni.
Didier Pironi è stato sepolto nel cimitero di Grimaud, vicino a Saint-Tropez; condivide la tomba col fratellastro José Dolhem, deceduto meno di un anno dopo precipitando col proprio monomotore nei pressi di Saint-Étienne. Una suggestiva epigrafe ricorda il tragico destino di questi due piloti di F1: Entre ciel et mer (Tra cielo e mare).
Pochi mesi dopo la sua morte, la sua compagna Catherine Goux dà alla luce due gemelli, che vengono chiamati Didier (il suo stesso nome) e Gilles (il nome di Gilles Villeneuve), quest'ultimo anch'esso nel mondo della Formula 1 come ingegnere della Mercedes prima e Ferrari poi, in ambito GT e prototipi.

## Palmarès
- Formule Renault Europe (1974 e 1976)
- 24 Ore di Le Mans (1978)
- Gran Premio del Belgio (1980)
- Gran Premio di San Marino (1982)
- Gran Premio d'Olanda (1982)

## Risultati

### Campionato mondiale di rally
| 1975 | Scuderia | Vettura            |  |  |  |  |  |  |  |  |     |  | Punti | Pos. |
| ---- | -------- | ------------------ |  |  |  |  |  |  |  |  | --- |  | ----- | ---- |
| 1975 |          | Renault 12 Gordini |  |  |  |  |  |  |  |  | Rit |  | 0     |      |

| Legenda | 1º posto | 2º posto | 3º posto | A punti | Senza punti | Ritirato | Squalificato | NP=Non partito C=Gara cancellata | Apice=Power stage |

### Campionato mondiale di Formula 1
| 1978 | Scuderia | Vettura |    |   |   |     |   |   |    |     |    |     |   |     |     |     |    |   |  | Punti | Pos. |
| ---- | -------- | ------- | -- | - | - | --- | - | - | -- | --- | -- | --- | - | --- | --- | --- | -- | - |  | ----- | ---- |
| 1978 | Tyrrell  | 008     | 14 | 6 | 6 | Rit | 5 | 6 | 12 | Rit | 10 | Rit | 5 | Rit | Rit | Rit | 10 | 7 |  | 7     | 15º  |

| 1979 | Scuderia | Vettura |     |   |     |    |   |   |     |     |    |   |   |     |    |   |   |  |  | Punti | Pos. |
| ---- | -------- | ------- | --- | - | --- | -- | - | - | --- | --- | -- | - | - | --- | -- | - | - |  |  | ----- | ---- |
| 1979 | Tyrrell  | 009     | Rit | 4 | Rit | SQ | 6 | 3 | Rit | Rit | 10 | 9 | 7 | Rit | 10 | 5 | 3 |  |  | 14    | 11º  |

| 1980 | Scuderia | Vettura |     |   |   |   |   |     |   |     |     |     |     |   |   |   |  |  |  | Punti | Pos. |
| ---- | -------- | ------- | --- | - | - | - | - | --- | - | --- | --- | --- | --- | - | - | - |  |  |  | ----- | ---- |
| 1980 | Ligier   | JS11/15 | Rit | 4 | 3 | 6 | 1 | Rit | 2 | Rit | Rit | Rit | Rit | 6 | 3 | 3 |  |  |  | 32    | 5º   |

| 1981 | Scuderia | Vettura |     |     |     |   |   |   |    |   |     |     |   |     |   |     |   |  |  | Punti | Pos. |
| ---- | -------- | ------- | --- | --- | --- | - | - | - | -- | - | --- | --- | - | --- | - | --- | - |  |  | ----- | ---- |
| 1981 | Ferrari  | 126 CK  | Rit | Rit | Rit | 5 | 8 | 4 | 15 | 5 | Rit | Rit | 9 | Rit | 5 | Rit | 9 |  |  | 9     | 13º  |

| 1982 | Scuderia | Vettura |    |   |     |   |    |   |   |   |   |   |   |    |  |  |  |  |  | Punti | Pos. |
| ---- | -------- | ------- | -- | - | --- | - | -- | - | - | - | - | - | - | -- |  |  |  |  |  | ----- | ---- |
| 1982 | Ferrari  | 126 C2  | 18 | 6 | Rit | 1 | NP | 2 | 3 | 9 | 1 | 2 | 3 | NP |  |  |  |  |  | 39    | 2º   |

| Legenda | 1º posto     | 2º posto | 3º posto    | A punti         | Senza punti/Non class.  | Grassetto – Pole position Corsivo – Giro più veloce |
| Legenda | Squalificato | Ritirato | Non partito | Non qualificato | Solo prove/Terzo pilota | Grassetto – Pole position Corsivo – Giro più veloce |